# عین کرمس
عین کرمس (به عربی: عين كرمس) یک شهرداری در الجزایر است که در استان تیارت واقع شده‌است.